# マーガレット・ステュアート
マーガレット・ステュアート（Margaret Stewart, 1424年12月25日 - 1445年8月16日）は、フランス王太子ルイ（のちのルイ11世）の妃。フランス語名はマルグリット・デコス（Marguerite d'Écosse）。

## 生涯
スコットランド王ジェームズ1世と王妃ジョーン・ボーフォートの長女としてパースで生まれた。 弟にジェームズ2世がいる。
1436年、トゥールで王太子ルイと結婚した。マーガレットは目を見張る美人で、多くの詩作をしたという（ほとんどの作品は、彼女の死後ルイの手で処分された）。ルイは彼女に対してあまり興味を示してはいなかった（嫌っていたという記述も見られる）が、シャルル7世からはとても気に入られていた。
宮廷内で詩会を開いたりもしていたが、「詩会と偽ってお気に入りの貴族と浮気をしている」と中傷を受け、ルイとの間に子どもがなかったことからも「子どもを産むのを拒んで、コルセットをきつくしているのだ」と謗られた。
フランス宮廷内における国王と王太子の不仲もその誹謗中傷に拍車をかける形となる。マーガレットはこれらの中傷を大変気に病み、病気がちになっていった。
1445年にマーガレットは子どものないまま病死するが、その臨終の言葉は「ああ、もう人生の話はやめて」というものだった。マーガレットは自身に対する中傷に対し、潔白を主張していた。死後、シャロン大聖堂に埋葬されたが、1479年、彼女が晩年を過ごしたトゥアール（現在のドゥー＝セーヴル県）にあるサン＝ラオン教会（Église Saint-Laon de Thouars）に改葬された。